# Cefaloridina
A cefaloridina é um antibiótico semissintético do grupo das cefalosporinas da primeira geração.

## História
Desde a descoberta das cefalosporinas P, N e C em 1948, muitos estudos descrevem a ação antibiótica das cefalosporinas e a possibilidade de sintetizar derivados. A hidrólise da cefalosporina C, o isolamento do ácido 7-aminocefalosporânico e a adição de cadeias laterais abriram a possibilidade de produzir várias cefalosporinas semi-sintéticas. Em 1962, a cefalotina e a cefaloridina foram introduzidas.

## Utilização
Foi utilizada até 1970, no tratamento do sistema urinário e do sistema respiratório inferior, além de ser eficaz no tratamento de pneumonia pneumocócica. Atualmente é usada na medicina veterinária para combater infecções bacterianas principalmente em equinos.